# Anni 1500
Gli anni 1500 sono il decennio che comprende gli anni dal 1500 al 1509 inclusi.

## Eventi, invenzioni e scoperte
- 1500: Nasce Carlo V
- Leonardo da Vinci dipinge la Monna Lisa.
- 1503: Papa Alessandro VI muore lasciando il soglio pontificio a Giuliano II della Rovere, che prenderà il nome di Giulio II (detto anche il papa "guerriero").
- 1509: Alla morte del fratello maggiore Arturo, Enrico diviene re d'Inghilterra con il nome di Enrico VIII Tudor.

## Personaggi
- Leonardo Da Vinci